# Aleksejs Višņakovs
Aleksejs Višņakovs (* 3. února 1984, Riga, Lotyšská SSR, SSSR) je lotyšský fotbalový záložník a reprezentant, momentálně hráč klubu Skonto FC.
Jeho mladším bratrem je fotbalista Eduards Višņakovs.

## Klubová kariéra
V Lotyšsku hrál za kluby Skonto FC, FK Auda, FK Ventspils a FK Spartaks Jūrmala. V Polsku působil v mužstvech Cracovia a Widzew Łódź, v Rusku v FK Baltika Kaliningrad a v Moldavsku v FC Zimbru Chișinău (platí k září 2015).

## Reprezentační kariéra
V A-mužstvu reprezentace Lotyšska debutoval 1. 12. 2004 na arabském turnaji Prime Minister`s Cup v zápase proti týmu Ománu (prohra 2:3).